# Allerheiligenkirche (Raschau)

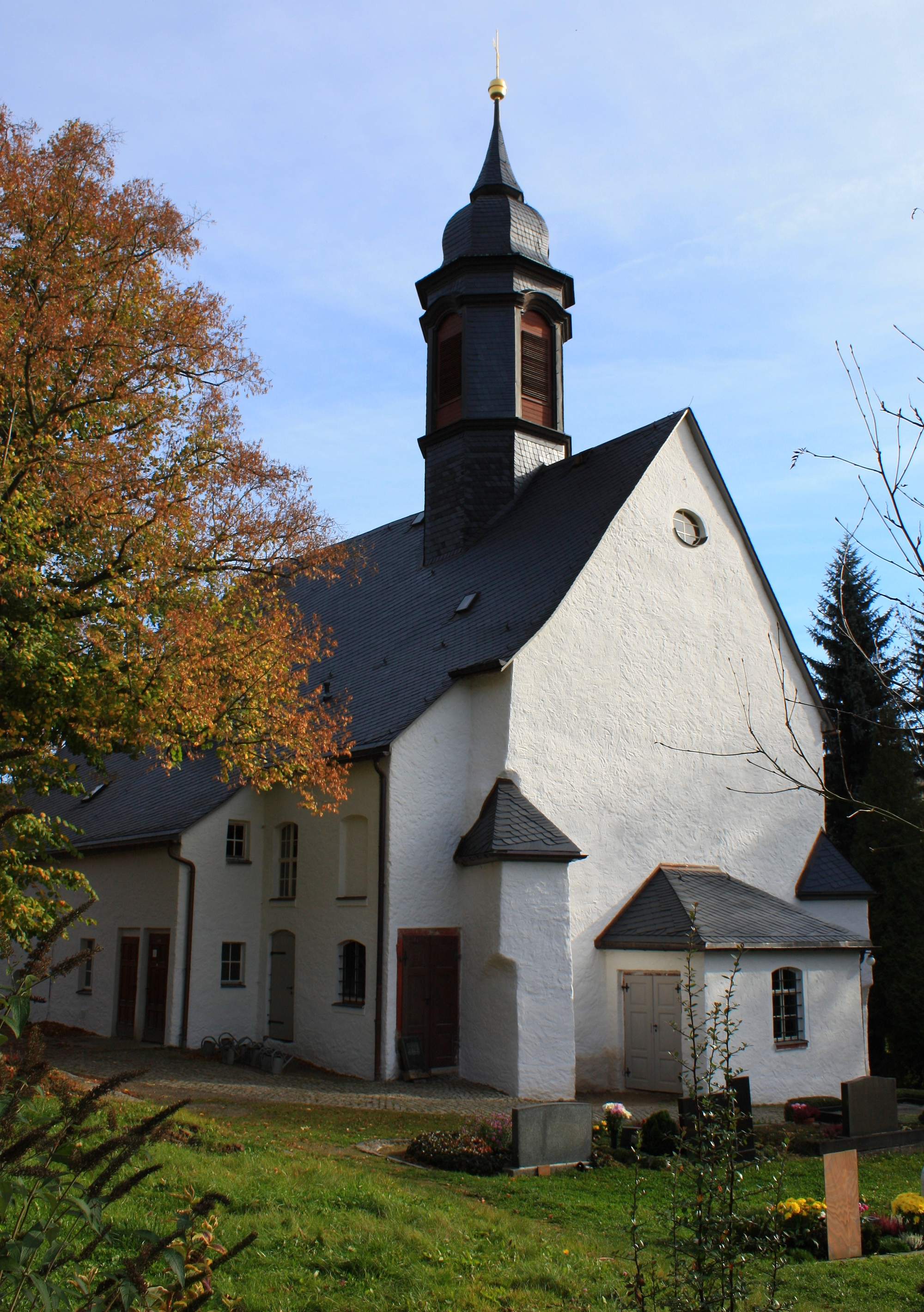
Ansicht von Nordwesten (2008)

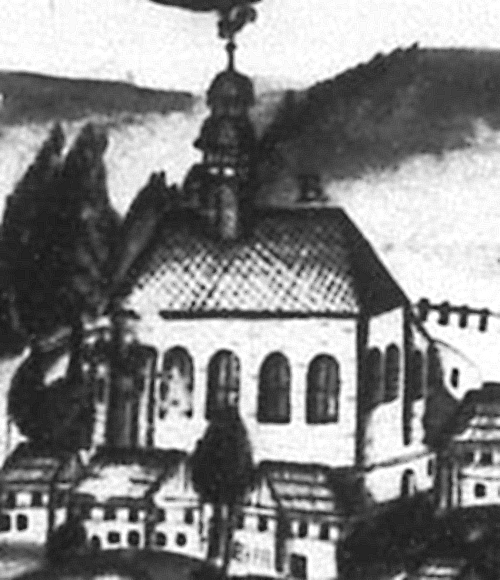
Älteste Darstellung der Raschauer Kirche auf einer Ortsansicht von 1721

Die Allerheiligenkirche in Raschau ist eine kleine Saalkirche im sächsischen Erzgebirge.

## Allgemeines
Die Kirche im Raschau-Markersbacher Ortsteil Raschau am Nordhang des Großen Mittweidatals geht in ihrem heutigen barocken Aussehen auf einen Umbau von 1698 zurück. Nachdem bei Grabungsarbeiten im Inneren der Kirche 2008 die Grundmauern eines Vorgängerbaus freigelegt und Wandmalereien entdeckt worden sind, geht man davon aus, dass die Kirche bereits seit dem Beginn der Besiedlung des Erzgebirges existiert. Sie gehört damit zu den ältesten Kirchengebäuden der Gegend.

## Entstehungszeit
Wegen eines Hausschwammbefalls wurden umfangreiche Sanierungsarbeiten im Innen- und Außenbereich notwendig. Bei Arbeiten im Bodenbereich legten Archäologen Mauerreste frei, die zunächst auf die Zeit um 1200 datiert wurden. Der frühere Altarraum hatte einen halbkreisförmigen Grundriss, war später mit einem Erweiterungsbau versehen worden und wurde durch ein bogenförmiges Gewölbe abgeschlossen.
Im weiteren Verlauf der Sanierungsarbeiten wurden zudem im Mauerwerk Rüsthölzer gefunden, die dendrochronologisch untersucht wurden. Eines der Hölzer stammt von einem im Winter 1205/1206 gefällten Baum. Der früheste Bauzeitpunkt der Kirche ist demnach das Jahr 1206. Der genaue Zeitpunkt der Erbauung ist derzeit nicht exakt (möglicherweise Jahrzehnte später) ermittelbar. Im Bereich der Empore wurden Wandmalereien freigelegt, deren abschließende Datierung noch aussteht.
Während die Funde für eine Entstehung um 1200 sprechen, wird in schriftlichen Quellen erst etwa 1460 von einer Raschauer Kirche gesprochen. Im Terminierbuch der Zwickauer Franziskaner wird Raschau als Filiale der Markersbacher Kirche bezeichnet. Möglicherweise entstand diese auf den Grundmauern einer romanischen Kapelle. Noch in katholischer Zeit wurde Raschau zu einem eigenen Kirchspiel. Laut Kreyßig und Schöttgen war bereits 1496 eine Kirche zu Ehren aller Heiligen im Dorf vorhanden: „Raschow, hodie Raschau … templum iam a. 1496 habuit in honorem OO.SS.“ Möglicherweise wurde die mittlere der alten Kirchenglocken, die im 15. Jahrhundert entstanden ist, für einen Neu- oder Erweiterungsbau der Raschauer Kirche gegossen.

## Architektur
Über das frühere Aussehen der Raschauer Kirche ist wenig bekannt. Die im Juni 2008 freigelegten Grundmauern lassen auf einen 12,1 m langen und 10,0 m breiten romanischen Bau mit einer 7,5 m breiten Apsis schließen, der ursprünglich ein Portal auf der Südseite hatte. Im ausgehenden Mittelalter oder der frühen Neuzeit wurde das Gebäude in seiner Breite um einen Chor nach Osten erweitert, an dessen Nordseite man eine Sakristei errichtete. Bei einem weiteren Umbau 1698 erhielt die Kirche ihre heutige Gestalt.
Aus einem Aktenstück im Pfarrarchiv geht hervor, dass am 5. Juni 1601 der Turm abgetragen und am 20. Juni desselben Jahres mit Knopf wieder aufgebaut und 1673 ausgebessert wurde. 1698 wurde das Gotteshaus aufwändig im Stil des Barock aus- und umgebaut. 1738 reparierte man das halbe Dach samt Turm, nahm dabei den Knopf ab und setzte ihn wieder auf. Nach einem Blitzschlag 1787 wurde der Turm nach langwierigen Verhandlungen zwischen Gemeinde, Amt Grünhain und den Verantwortlichen Beamten in Dresden 1790 erneuert. Heute zeigt sich die Kirche als verputzter Bruchsteinbau mit geradem Ostschluss und gestreckten Rundbogenfenstern. Das hohe Satteldach ist mit Gaupen besetzt. Der Dachreiter von 1790 ist leicht nach Westen gerückt.

## Innenraum
23 der 52 Kassettendeckenfelder, auf denen Engel dargestellt sind, stammen aus der ersten Hälfte des 17. Jahrhunderts und wurden im Zuge der Erweiterung des Gebäudes 1698 mit den heutigen Motiven übermalt. Die zur selben Zeit entstandene und in den 1960er Jahren erneuerte zweigeschossige Empore auf der Nordseite ist mit barockem Schnitzwerk versehen und im mittleren Teil marmoriert gefasst. An der Westseite befindet sich die Orgelempore. Das Altargemälde von 1916 wurde von Johannes Heinrich Mogk (1868–1921) aus Dresden gefertigt und stellt Christus, der dem Blinden den Weg weist vor der örtlichen Topographie samt Raschauer Kirche dar. Der Taufstein wurde 1830 angeschafft, die Kanzel entstand 1849. Die Buntglasfenster aus der Werkstatt des Zittauer Glasmalers Richard Schlein wurden in den 1920er-Jahren eingesetzt.
Der 1496 zunächst mit Flügeln versehene, 1,2 Meter hohe Schrein erhielt 1626 barocke Verzierungen. Er wurde im Lauf der Zeit durch einen in seiner Gestalt bislang unbekannten Altar ersetzt, zunächst eingelager und Ende des 19. Jahrhunderts verkauft. Heute befindet er sich in einem Zwickauer Museum.

## Orgel
Am 19. August 1849 wurde die Orgel des Grünhainer Orgelbaumeisters Christian Gottlob Steinmüller (1792–1862) geweiht. Die Gemeinde hatte für den Neubau 950 Taler aufgebracht. Die alte Dressel-Orgel war am 30. April samt Singechor demontiert worden. Im Zuge des Orgelneubaus wurde ein neues, größeres Singechor eingebaut, was zur Folge hatte, dass die darunter stehenden Mannsstände entfernt werden mussten. Stattdessen wurde neben dem Altar eine doppelte Reihe von Männersitzen eingerichtet, nachdem dafür die Kanzel entfernt und über dem Altar, der entfernt und umgebaut werden musste, kleiner und niedriger gestaltet angebracht wurde.

## Geläut
Das Geläut besteht aus drei Bronzeglocken, der Glockenstuhl ist aus Eichenholz wie auch die Glockenjoche sgefertigt, und wurden 2003 erneuert
Im Folgenden eine Datenübersicht des Geläutes:
| Nr. | Gussdatum | Gießer                    | Material | Durchmesser | Masse  | Schlagton |
| --- | --------- | ------------------------- | -------- | ----------- | ------ | --------- |
| 1   | 1517      | Glockengießerei Unbekannt | Bronze   | 880 mm      | 412 kg | h′        |
| 2   | um 1300   | Glockengießerei Unbekannt | Bronze   | 670 mm      | 214 kg | e″        |
| 3   | um 1400   | Glockengießerei Unbekannt | Bronze   | 440 mm      | 55 kg  | f″        |

## Außenbereich
Rund um die Kirche ist ein Friedhof angelegt, der von einer alten Bruchsteinmauer umgeben ist. Am unteren Friedhofseingang befindet sich eine kleine, 1915 entstandene Anlage zu Ehren der gefallenen Raschauer Soldaten. Auf dem südlich der Kirche eingerichteten Denkmalsplatz befindet sich die Rekonstruktion eines 1931 eingeweihten Kriegerdenkmals. Im hinteren Bereich sind auf mehreren Tafeln die Namen der Gefallenen der beiden Weltkriege vermerkt. An der Friedhofsmauer befinden sich ein kleiner Obelisk zur Erinnerung an den Deutschen und den Deutsch-Französischen Krieg, zwei Gedenktafeln für Lehrer der Raschauer Schulen und ein Kreuz zu Ehren Gustav Friedrich Dinters.

## Pfarrhaus
Östlich der Kirche, durch eine kleine Straße vom Friedhofsgelände getrennt, befindet sich das 1823 gebaute Pfarrhaus. Das auf einer Natursteinterrasse errichtete Fachwerkhaus hat ein massives, verputztes Erdgeschoss mit Fenster- und Türgewänden aus Porphyr. Das Obergeschoss in Fachwerkbauweise hat einen gekehlten Sims und Schräghölzer in den Ecken. Auf dem Krüppelwalmdach befinden sich fünf stehende Dachgaupen. Heute sind im Pfarrhaus die Wohnung des Pfarrers, das Pfarramt und ein Gemeindesaal.

## Ansichten und Details

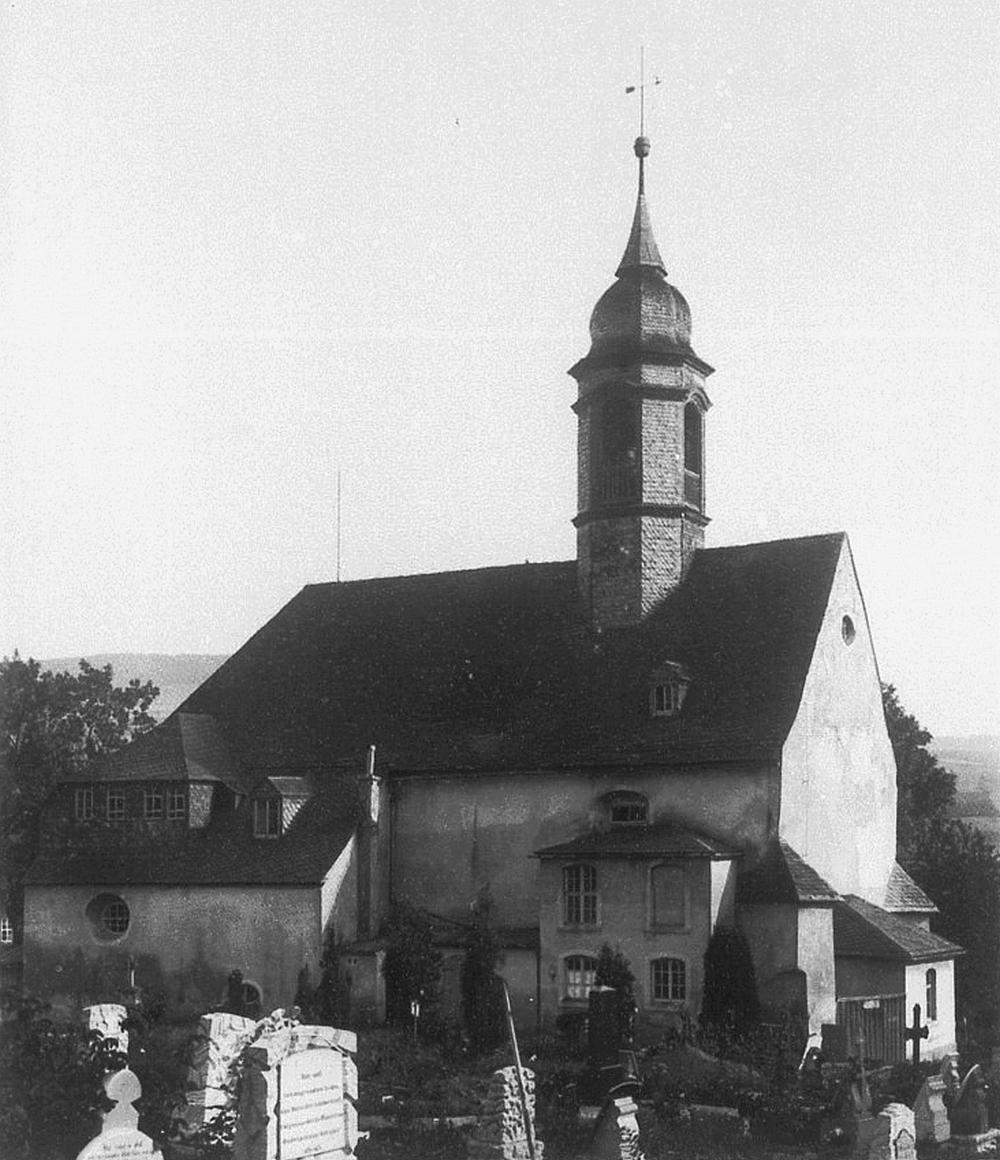
Ansicht von Nordwesten (1907)
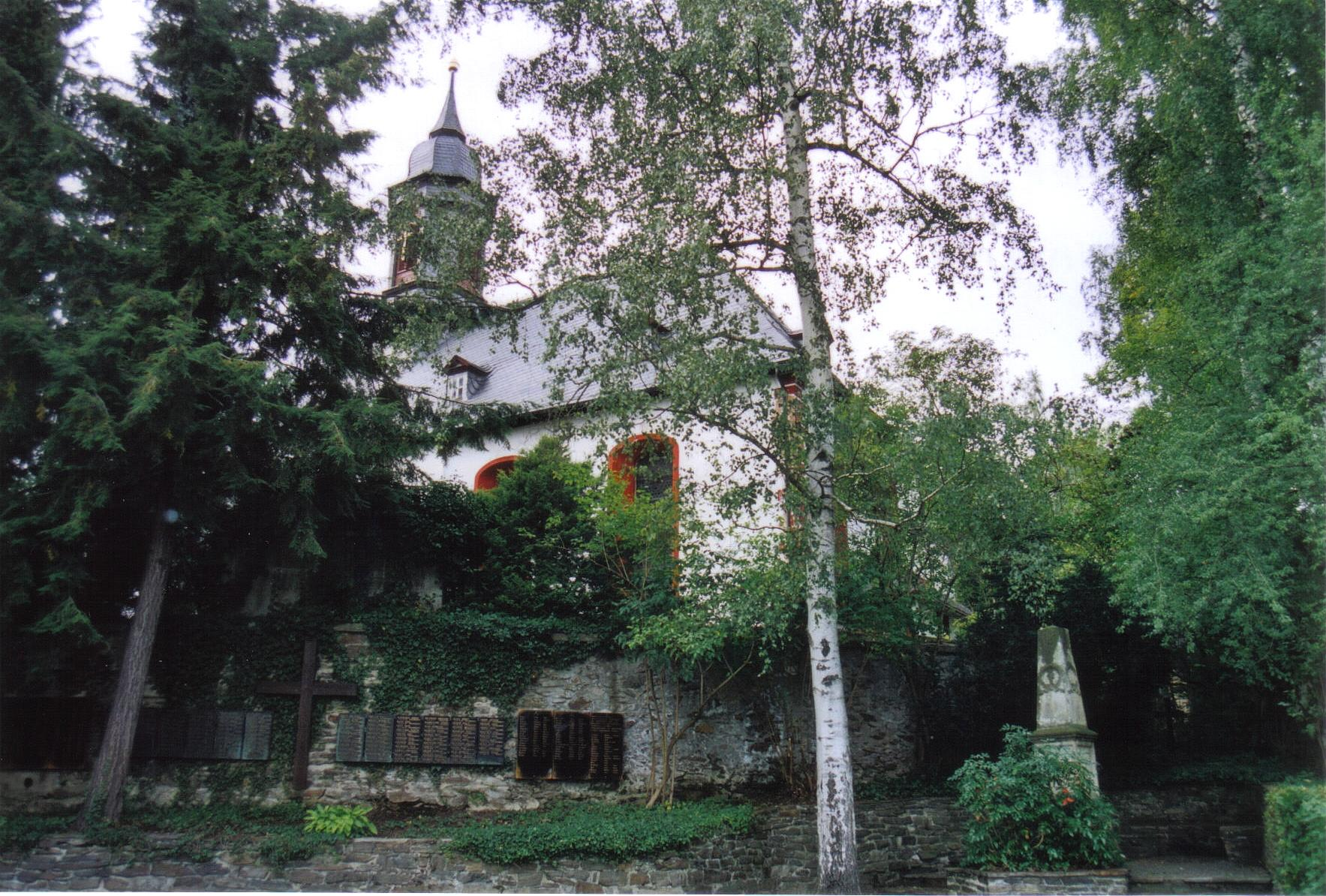
Ansicht von Südosten (2005)
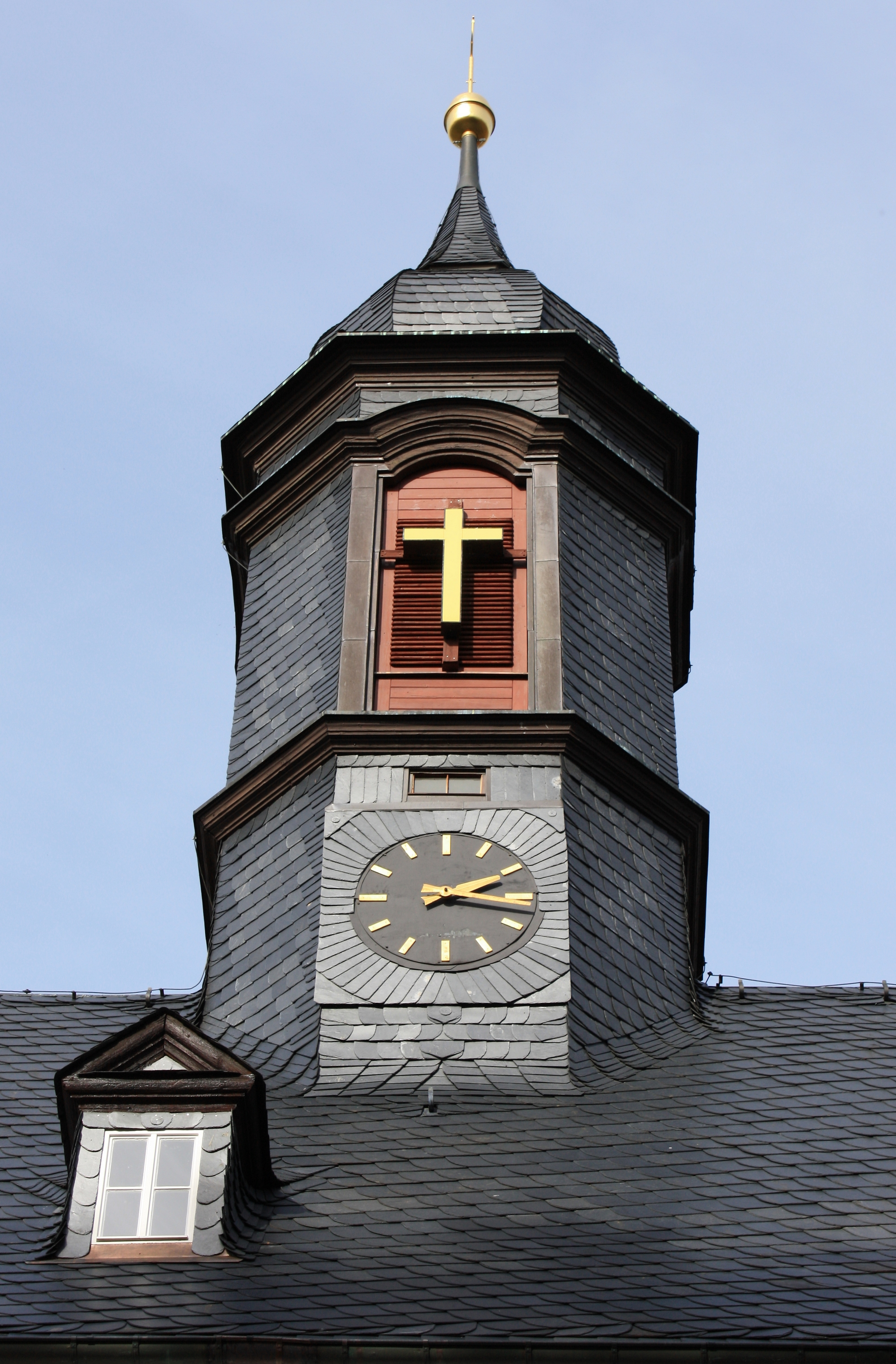
Dachreiter und -gaube: Ansicht von Süden (2008)
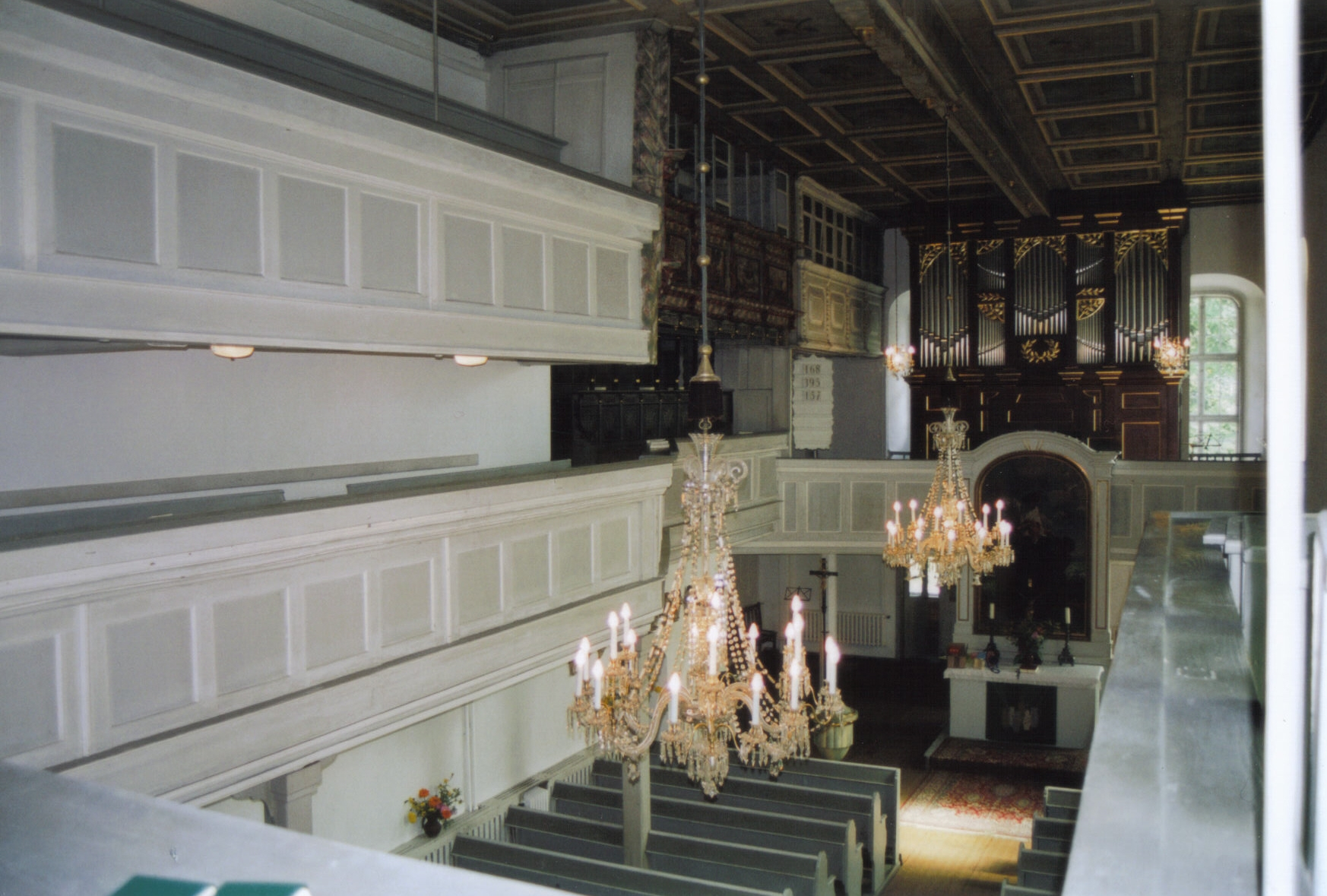
Nördliche und Orgelempore, Altar (2005)
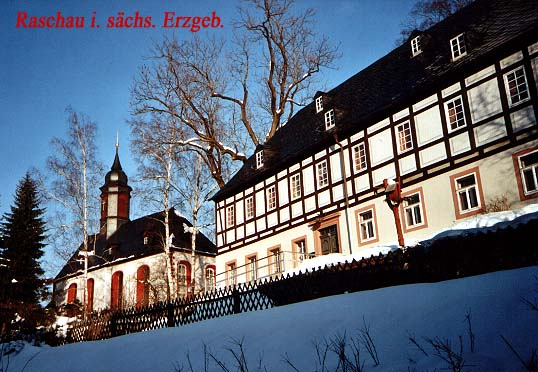
Kirche und Pfarrhaus (2005)
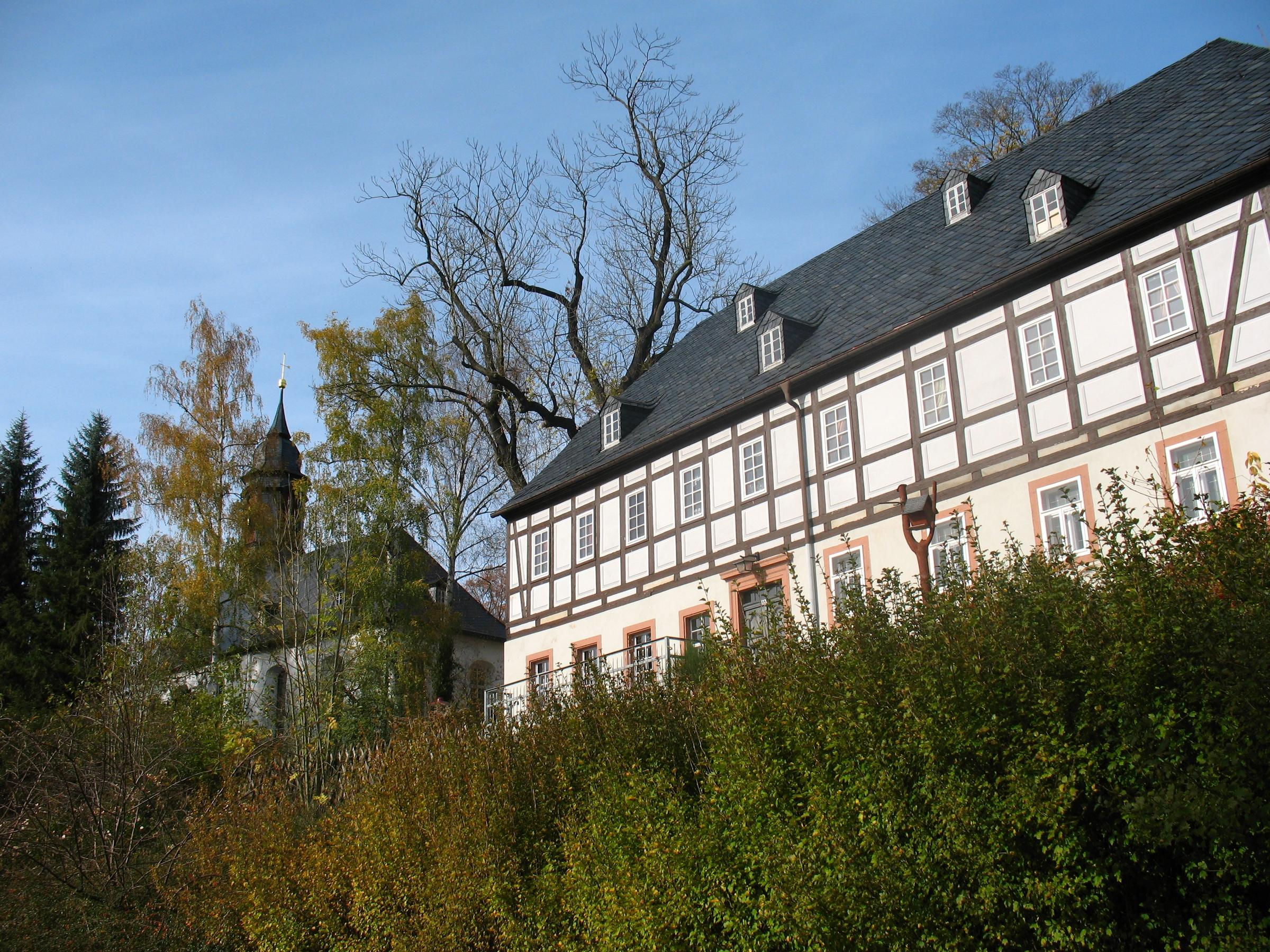
Kirche und Pfarrhaus (2008)
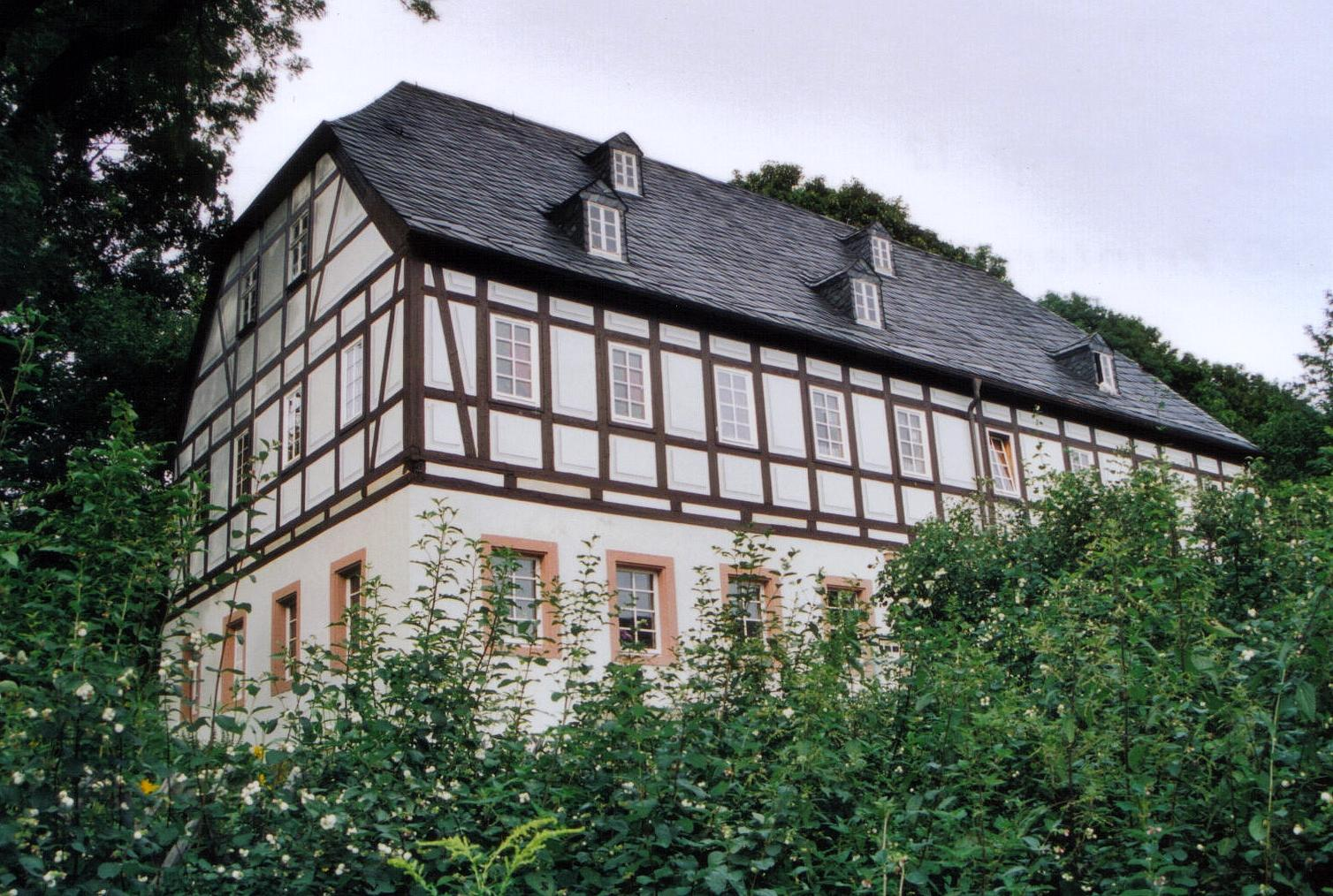
Pfarrhaus (2005)
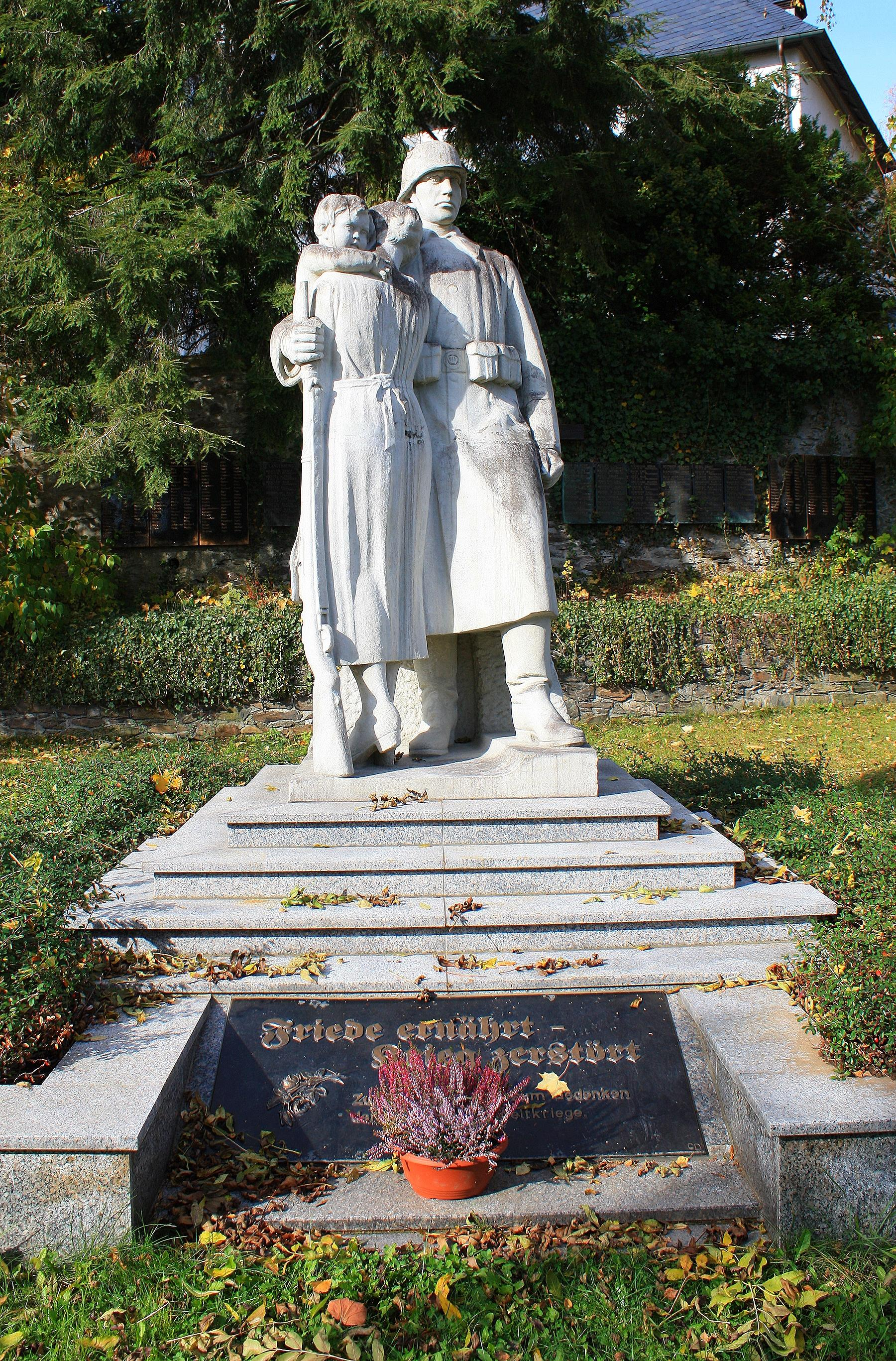
Kriegerdenkmal vor der Südseite (2008)
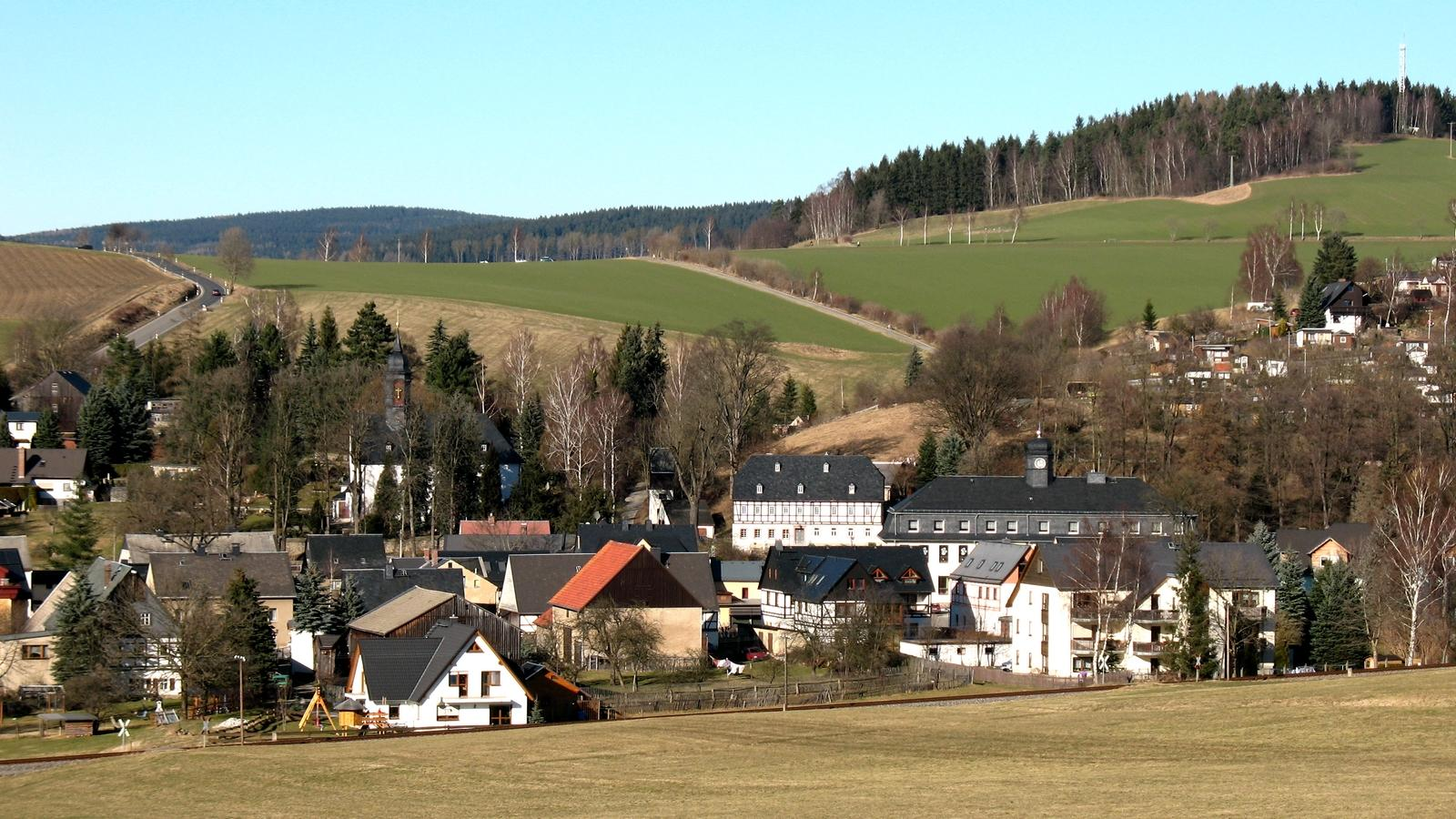
Kirche, Pfarrhaus und Schule: Ansicht von der B101 (2008)